# Viktor Reichmann
Viktor Reichmann (* 8. Januar 1881 in Dürrmenz; † 1956) war ein deutscher Mediziner.

## Werdegang
Reichmann studierte Medizin an den Universitäten in Tübingen, Erlangen, Berlin und Jena, an der er 1905 promoviert wurde. In Tübingen wurde Reichmann 1899 Mitglied des Corps  Borussia Tübingen.  Er ging zunächst an das pathologisch-anatomische Institut des Stadtkrankenhauses in Dresden-Friedrichstadt, an dem Georg Schmorl wirkte. 1907 kehrte er an die Medizinische Universitätsklinik in Jena zurück. Dort habilitierte er sich 1911 für Innere Medizin und wurde 1916 zum außerordentlichen Professor berufen.
1920 kam er als Leiter der Inneren Abteilung an das Bergmannsheil in Bochum. Dort waren Forschungen zur Pneumokoniose (Staublunge) bei Kohlenkumpeln Schwerpunkt seiner wissenschaftlichen Arbeit. Seine 1931 erschienene Arbeit Über die Diagnose und Begutachtung der Silicose bereitete den Weg für die moderne Silikoseforschung.

## Ehrungen
- 1921: Ehrenbürger der Stadt Mühlacker
- 1952: Großes Verdienstkreuz der Bundesrepublik Deutschland.